# Opole (district)
Opole (powiat opolski) is een Pools district (powiat) in de woiwodschap Opole. Het district heeft een oppervlakte van 1586,82 km² en telt 133.203 inwoners (2014).
Stadsdistrict:
Opole

Districten:
Brzeg · Głubczyce · Kędzierzyn-Koźle · Kluczbork · Krapkowice · Namysłów · Nysa · Olesno · Opole · Prudnik · Strzelce